# جوزيف آبل هاسكين
جوزيف آبل هاسكين كان ضابطًا محترف في الجيش خلال الحرب المكسيكية الأمريكية والحرب الأهلية الأمريكية .
في عام 1839 ، تخرج هاسكين من الأكاديمية العسكرية للولايات المتحدة في ويست بوينت في المركز العاشر من فئة 31 وتم تكليفه بدور ملازم ثان في المدفعية الأمريكية الأولى .
عند اندلاع الحرب المكسيكية الأمريكية كان ملازمًا أول وتلقى ترقيات بريفت من القائد سيرو جوردو والرائد لشابولتيبيك .
أصيب بجروح بالغة خلال معركة تشابولتيبيك التي أسفرت عن فقدان ذراعه اليسرى. كما تمت ترقية هاسكين إلى رتبة ضابط أركان في إدارة التموين. وفي عام 1851 تمت ترقيته إلى نقيب في المدفعية الأمريكية الأولى. 
كان هاسكين في قيادة ثكنات باتون روج عندما بدأت الحرب الأهلية. أجبر على الاستسلام في 10 يناير 1861 للقوات الكونفدرالية في لويزيانا. وتم استبداله وتعيينه لدى الضابط جون إي. وول برتبة مقدم.
وفي عام 1864 خدم هاسكين في قيادة دفاعات الشمال من نهر بوتوماك في فيلق الثاني والعشرون. اقترب الجيش الكونفدرالي من العاصمة الأمريكية واشنطن، وكان لدى هاسكين ما يقرب من 4000 جندي لإدارة التحصينات داخل واشنطن نفسها.  في 8 يوليو ، تم تكليف الجنرال Martin D. Hardin بتولي القيادة عوضا عن هاسكين الذي عاد إلى قيادة اللواء الثاني. 
وخلال فترة الحرب كان هاسكين في قيادة مدفعية الفيلق الثاني والعشرين. وتقديراً لخدمته في دفاعات واشنطن تمت ترقيته إلى عميد في الخدمات التطوعية . كما حصل على ترقيات بريفت في الجيش الأمريكي عام 1865. ليتقاعد في 15 ديسمبر 1870. 
وقد عمل نجل هاسكين ويليام لورانس هاسكين لاحقًا كجنرال عميد في الجيش الأمريكي أيضًا. 